# Bruce Grobbelaar
Bruce Grobbelaar (Durban, 1957. október 6. –) zimbabwei labdarúgókapus.

## Pályafutása

### Klubcsapatokban
Tizenéves korában Grobbelaart tehetséges krikettjátékosként tartották számon, és baseball-szerződést kínáltak fel neki az Egyesült Államokból, azonban ambíciói elsősorban a labdarúgás terén voltak, így elutasította az ajánlatot. Futballista-karrierjét egy Bulawayo-i csapatnál, a Highlanders FC-nél kezdte, a rhodéziai másodosztályban. A Chibuku Shumbához, majd a Highlands Parkhoz került, aztán leigazolta őt a Durban City. Miután elhagyta a Highlands Parkot, tizenegy hónapot katonaként szolgált, megjárta a rodéziai bozótháborút. 1979-ben aláírt a Vancouver Whitecaps csapatához. 1979 augusztusában bemutatkozott, első meccsét a Cruijff-ot is a soraiban tudó Los Angeles Aztecs ellen játszotta. 1979-ben, mikor Angliába utazott, hogy meglátogassa családja barátait, Ron Atkinson, a West Brom edzője megkereste, és kis híján leigazolta, azonban nem sikerült engedélyt szerezni Grobbelaar számára, és az üzlet végül nem valósult meg. 1979 decemberében a Crewe Alexandra igazolta le, a csapatban 24 mérkőzést játszott, és egy tizenegyesből első, és egyben egyetlen gólját is megszerezte, melyet az utolsó mérkőzésén végzett el. A klubnál mutatott fejlődésének köszönhetően a Liverpool vezető felderítője, Tom Saunders felfigyelt rá, és 1981. március 17-én le is igazolták őt, 250.000 fontot fizettek érte. Debütálására 1981. augusztus 28-án került sor, a Wolverhampton ellen azonban 0-1-re veszítettek. 1982 márciusában megnyerte az angol ligakupát. 1981 és 1994 között Grobbelaar összesen 627 mérkőzésen lépett pályára a Liverpool színeiben. 1984-ben megnyerte a BEK-et, a döntőben tizenegyesekkel múlták felül az AS Romát. Grobelaar edzői között olyan neveket találunk, mint Paisley, Fagan vagy Dalglish, akik a Liverpool legsikeresebb, és legnevesebb szakvezetői. 1989-ben megnyerte az FA-kupát, annak ellenére, hogy ebben az időszakban gyakran hátráltatták sérülések, pályára tudott lépni a döntőben. Pályán volt a Hillsborough-i tragédia eseményei alatt is, amely éppen az ő kapuja mögött történt, később sok áldozat temetésén jelen volt. 1992 közepén, amikor David James a Liverpoolhoz szerződött, egyre kevesebb találkozón kapott lehetőséget, ezért az 1992-93-as szezont a Stoke City csapatánál töltötte kölcsönben. Visszatérése után sem sikerült több játékpercet kapnia, így 1994-ben, 14 év után elhagyta a klubot. Az itt töltött időszakban hatszor nyerte meg az angol bajnokságot, háromszor az FA-kupát, háromszor a Ligakupát és egyszer a BEK-et. 1994. augusztus 20-án mutatkozott be új csapatában, a Southamptonban. A klubnál töltött éveiben korrupciós botrányba keveredett, azonban a vádak következmény nélkül maradtak. Az 1995-96-os idényben mindössze kétszer kapott lehetőséget, ezért eligazolt a Plymouth csapatához. Az 1996-97-es szezont itt töltötte, majd egy rövid időre az Oxford United, a Sheffield Wednesday, az Oldham Athletic, a Chesham United, a Bury, a Lincoln City és a Northwich Victoria csapataiban játszott, végül visszatért Zimbabwébe. A dél-afrikai Hellenic színeiben szerepelt egy kis ideig, majd az angol félprofi Glasshoughton Welfare AFC csapatában játszott, mielőtt 2007-ben végleg befejezte a labdarúgást. Karrierje során összesen 775 mérkőzésen lépett pályára, melyeken egy gólt szerzett.

## Sikerei, díjai
- Liverpool
  - Angol első osztályú bajnok: 1981–82, 1982–83, 1983–84, 1985–86, 1987–88, 1989–90
  - FA-kupa-győztes: 1985–86, 1988–89, 1991–92
  - Ligakupa-győztes: 1981–82, 1982–83, 1983–84
  - Angol-szuperkupa-győztes: 1982, 1986, 1988, 1989, 1990
  - BEK-győztes: 1983–84
  - Football League-szuperkupa-győztes: 1986